# ブレイブルー (曲)
「ブレイブルー」は、FLOWのメジャー24枚目、通算28枚目のシングル。2012年9月5日にKi/oon Musicから発売された。

## 概要
- 前作から約7ヶ月ぶりのリリースであり、本作はFLOWデビュー10周年プロジェクト第1弾シングルとなっている。
- 初回限定（FLOW）盤、期間限定生産（エウレカ）盤、通常盤の3形態でのリリースであり、3形態でのリリースは初となる。
- 2012年9月9日、東京ドームシティラクーアガーデンステージにて、発売を記念したミニライブ及びタッチ会が行われた[4]。
- 表題曲が「青」をイメージしているため、ジャケット写真はメンバー全員が青色のシャツで統一されており、本作に関するプロモーション、テレビ出演等の際にも着用している。
- 本作の発売を記念して、発売日の9月5日「ニコニコ生放送」に登場した[5]。
- キャッチコピーは、『FLOW10周年！MAXに切ない「踊れる」ロックチューンが来た！』

## チャート成績
- 2012年9月17日付のオリコンウィークリーチャートで12位を記録。また、9月7日付のオリコンデイリーチャートでは10位を記録し、シングルとしては、2010年の「Sign」以来5作振りにトップ10に復帰した。

## 収録曲

### 通常盤・初回（FLOW）盤
1. ブレイブルー [4:08]
作詞:Kohshi Asakawa 作曲:Takeshi Asakawa 編曲:SHINGO&FLOW
MBS・TBS系アニメ『エウレカセブンAO』後期オープニングテーマ
2005年にリリースされ、『交響詩篇エウレカセブン』の主題歌であった「DAYS」のセルフアンサーソング[6]。
英語での表記は「BRAVELUE」。
タイトルは、brave（勇敢）とblue（青）を合わせた造語であり、KOHSHIが本編からインスピレーションを受けて名付けられた[6]。
歌詞については、本編の内容と特に深くリンクさせ、主人公であるフカイ・アオにスポットを当て、「青」をイメージして書かれた[7]。
PVには、「MVN」というモーションキャプチャー技術が導入されており、専用のスーツを着用することで着た人の動きがCGロボットと連動するというものであり、ボーカルのKOHSHIとKEIGOが体験した[8]。また、この技術を1度に2体導入したミュージック・ビデオは世界初であり、スーツは1着700万円もするという[8]。CGロボットの配色はGOT'Sが手掛けた[8]。
フランス・パリのイベント「Japan Expo 2012」のライブにて、フル音源が初披露された[9]。
2012年8月10日、YouTubeにてのPVのショートバージョンが公開された。
2. 休日 [3:11]
作詞:Kohshi Asakawa 作曲:Takeshi Asakawa 編曲:FLOW
3. DAYS -AO MIX- [3:43]
中村弘二による、「DAYS」のリミックスバージョン。

### 期間限定（エウレカ）盤
1. ブレイブルー [4:08]
2. 休日 [3:11]
3. DAYS [4:25]
メジャー7枚目のシングル。
MBS・TBS系アニメ『交響詩篇エウレカセブン』第1期オープニングテーマ
アウトロがフェードアウトから変更されている。
4. Realize [3:36]
メジャー3枚目のアルバム『Golden Coast』収録曲。
PlayStation 2用ゲームソフト『エウレカセブンTR1:NEW WAVE』テーマソング
5. ブレイブルー -TV size- [1:33]
6. ブレイブルー -Instrumental- [4:07]

## 初回盤DVD
- ブレイブルー Music Video
- ブレイブルー Music Video Making
- BLACK & WHITE (Live) 2012.4.14「キューン20イヤーズ&デイズ」at LIQUIDROOM ebisu